# Temple protestant d'Auxerre
Le temple protestant d'Auxerre est un édifice religieux situé 31 rue Saint-Pèlerin à Auxerre dans l'Yonne. Construite construite au IIIe siècle sous le nom de église Saint-Pèlerin, elle serait la première église-cathédrale d'Auxerre. Elle est vendue en 1866, le chœur transformé en temple réformé et le reste en logements. La paroisse est membre de l'Église protestante unie de France.

## Architecture
Les fouilles de R. Louis (années 1920) ont révélé un chevet avec travée droite, une abside courte et des pièces latérales.
Les vestiges actuels

Le vaisseau date du XVIe siècle, à trois nefs et voûtes cintrées sur hauts pilastres toscans,. Un cintre du bas-côté sud portait la date de 1632. Il y avait alors des vestiges de peintures dans plusieurs chapelles, notamment celle du Saint-Sauveur dans le bas-côté sud du chœur où la voûte à caissons portait une inscription donnant la date de 1563, : 

« Jesus Nazarenus, rex Judeorum, titulus triumphalis

deffendat nos ab omnibus malis, 

sancte Deus, sancte fortis, sancte 

et immortalis, miserere nobis, 1563. 

O bone Jesu, illumina oculos meos ne unquam abdormiam in morte, ne quando dixit 

inimicus meus prevalui adverstus eum. »

Les peintures des caissons représentaient des anges jouant d’instruments de musique sur un fond bleu et cercles rouges ; le monogramme du Christ ; et un écusson du donateur : d’azur au chevron d’or accosté de 2 oiseaux affrontés, avec une rosette d’or en pointe.
La clef de l’arc de voûte portait une sainte Véronique.

La première chapelle du côté sud était dédiée à sainte Priscille. Une inscription peinte en capitales romaines donnait quatre vers : 

« Priscillam famulos Petrus cum prole pudentem

Baptizat; Paulus doctrina sacra docet. 

Sanctorum quid nimirum sit veneremur honore 

Tum Sancti Christo quos genuere patres. »

Sous le chœur de l'église se trouve un grand sous-sol d'environ 1 000 m2 à trois nefs, aux voûtes surbaissées sans moulures reposant sur des piliers massifs. Il daterait de « l'église supérieure » ; en deux endroits des murs on a utilisé comme moellons des fragments de piliers du XIIIe siècle. Il contient aussi des piliers prismatiques du XVe siècle, des murs collatéraux et un contrefort. Il semble qu'il n'ait jamais été utilisé à des fins religieuses (ce n’est donc pas une crypte), mais servait probablement à stocker des denrées. Au milieu de ce sous-sol se trouve un puits avec de l'eau au fond, appelé « puits Saint-Jovinien » ; selon la tradition, saint Pèlerin aurait utilisé cette source pour administrer le baptême.
En 1580 est entreprise une réfection de l'escalier de l'Hôtel de ville. Son projet de construction indique que le modèle choisi est celui d'un escalier qui se trouvait alors devant l'église Saint-Pèlerin.
Dans l'église Notre-Dame de Quenne se trouve une chaire en bois du XVIIe siècle sculptée d'un saint Pèlerin terrassant un dragon, provenant de l'église Saint-Pèlerin.
On peut voir, sous l’actuel temple protestant à Auxerre, l’emplacement du premier baptistère qui porte le nom de Jovinien.
On représente ordinairement saint Pèlerin avec le costume épiscopal.

## Histoire
L'église n'est mentionnée en titre pour la première fois qu'au XIe siècle mais selon la tradition elle est bien antérieure puisqu'une chapelle dédiée au Christ aurait été édifiée à cet emplacement par saint Pèlerin, premier évêque d'Auxerre (258-304), dans la deuxième moitié du IIIe siècle. Ce serait la première église d'Auxerre - et donc sa première cathédrale. Auxerre fait d'ailleurs exception, étant la seule ville où l’emplacement de sa première cathédrale est connu. Les fouilles de René Louis dans les années 1920 confirment cette tradition.
Dans les premiers siècles après sa construction elle se trouve hors des murs de la cité ou castrum du Bas-Empire. À la fin du Bas-Empire et au Moyen Âge, c'est un faubourg vinicole.
La seule source écrite sur ce point est la vie de saint Amator rédigée par Stephanus « l'Africain », à la demande de saint Aunaire évêque d'Auxerre (572-603 ou 605) ; laquelle dit que saint Amatre, évêque d'Auxerre de 386 à 418, reconstruit la cathédrale d'Auxerre à un nouvel emplacement - qui est sa position actuelle. Stephanus ajoute qu'avant ce transfert, la cathédrale, qui est petite (parce que les chrétiens sont encore peu nombreux), se trouve à la porte que les anciens appellent « porte des Bains » et que sa façade regarde vers la vallée de l'Yonne.
En 1992 Jean-Charles Picard suggère que la première église d'Auxerre est à l’emplacement de l’église Saint-Alban, dans l’angle sud-ouest du castrum. Son premier argument est qu'« il n'y a aucune raison de rechercher la première cathédrale d'Auxerre à l'extérieur de la ville » : mais on ne sait pas si elle a été ou non construite avant les remparts. Rappelons que lorsque saint Pèlerin arrive sur les lieux, Auxerre n'existe pratiquement pas ; Autricum est dans la plaine de Vallan au sud de la colline d'Auxerre, où passe la voie antique et où le terrain est fertile et arrosé par la bonne eau d'une branche du ru de Vallan. Cet endroit fournit les eaux les plus pures dans les alentours d'Auxerre ; ailleurs, celles-ci sont de qualité médiocre. Ainsi sur la colline d'Auxerre que les chrétiens colonisent lorsqu'ils deviennent plus nombreux, les seules sources d'eau sont l'étang de Saint-Vigile (au nord des futurs remparts) et la fontaine Saint-Germain. C'est leur ville qui reçoit les fortifications, et non l'Autricum de la plaine. L'invasion germanique de la région date de 276 ; elle est suivie de la première bagaude dans les années 284-286 (les bagaudes perdurent jusqu'au milieu du Ve siècle). L'enceinte entourant Auxerre est traditionnellement datée des IIIe – IVe siècle, sans plus de précision. Le besoin de protéger la ville par des remparts est clair pour le dernier quart du IIIe siècle, mais n'est pas antérieur à l'arrivée de saint Pèlerin. 

Des fouilles en 2010 ont retrouvé les fours à chaux ayant servi à construire ces remparts. Leur période la plus active va de la fin du IIIe siècle au IVe siècle. Le castrum n'est pas construit avant la fin du IIIe siècle.
Autre argument de Picard : contrairement à la coutume, Saint-Pèlerin n'est pas bâtie près du cimetière du Mont-Artre en usage au IVe siècle. Mais ce cimetière se trouvait au sud-ouest de la ville, d'où on n'a pas vue sur la vallée de l'Yonne - un contre-argument que Picard ne mentionne pas.
Selon la tradition, l'église Saint-Alban a été construite par saint Germain, évêque d'Auxerre ; ce que Picard lui-même pense plausible car saint Germain s'est rendu sur la tombe du martyr breton saint Albanus lors de son premier voyage en Bretagne et en a ramené des reliques.
La porte des Bains ou Porta Balneorum était vraisemblablement celle par laquelle on accédait aux bains sur les bords de l'Yonne, bains reconnus au XIXe siècle près de la rue des Lombards. Lechat dit que cette porte a été remplacée par la porte Féchelle, Frécault ou Fécault (porta Fiscalis) dont on voyait encore quelques restes en 1841, au bas de la rue de la Fécauderie, c'est-à-dire à 200 m au nord-ouest de l'église.
La chapelle Saint-Pèlerin est mentionnée par son nom pour la première fois au XIe siècle pendant l'épiscopat de Geoffroy de Champallement, évêque d'Auxerre 1054-1076,. Lebeuf précise que lorsque Champaleman devient évêque, plusieurs établissements religieux sont encore sous le régime de bénéfice (commencé sous Charles Martel, dirigeant de la Francie de 718 à 741) ; il cite les abbayes Notre-Dame et Saint-Amatre, données en « récompense bénéficiaire » à un seigneur non nommé qui en a joui longtemps puis les a fait passer comme un bien de patrimoine à son fils l'évêque d'Autun. Champaleman récupère l’église Saint-Pèlerin des mains de l'évêque d'Autun, qui est probablement Aganon de Mont-Saint-Jean.
Jusqu'en 1143, l'église Saint-Pèlerin est annexée à l'évêché. Elle devient une église paroissiale dans le premier tiers du XIIe siècle.
En 1143 l'évêque Hugues de Mâcon la donne aux religieux de l’église Saint-Père (église Saint-Pierre-en-Vallée). Il est curieux de lire que la même année Hugues de Mâcon donne l'église Saint-Pèlerin au chanoine Durand, moyennant 10 livres de cire annuelles et la promesse de continuer aux chanoines de la cathédrale leur droit pour la station de la fête de saint Pèlerin.
À partir de la fin du XVe siècle ou dans la seconde moitié du XVIe siècle l'église est complètement démolie et reconstruite ; au cours de cette reconstruction, elle est surélevée au XVIIe siècle sur un sous-sol servant de vide sanitaire pour la prémunir contre les crues de l'Yonne. Dans les années 1630 des travaux sont effectués sur le bas-côtés et les couvertures.
Entre-temps, en septembre 1567 les huguenots prennent le contrôle d'Auxerre ; les catholiques reprennent le dessus en avril 1568 et la municipalité fait condamner plusieurs portes de la ville, dont celle proche de l'église Saint-Pèlerin,.
À la suite de la Révolution, l'église est vendue le 25 octobre 1791. Les 7 travées de la nef sont transformées en habitations, ; l'autre partie sert de grange. Le sanctuaire est conservé.

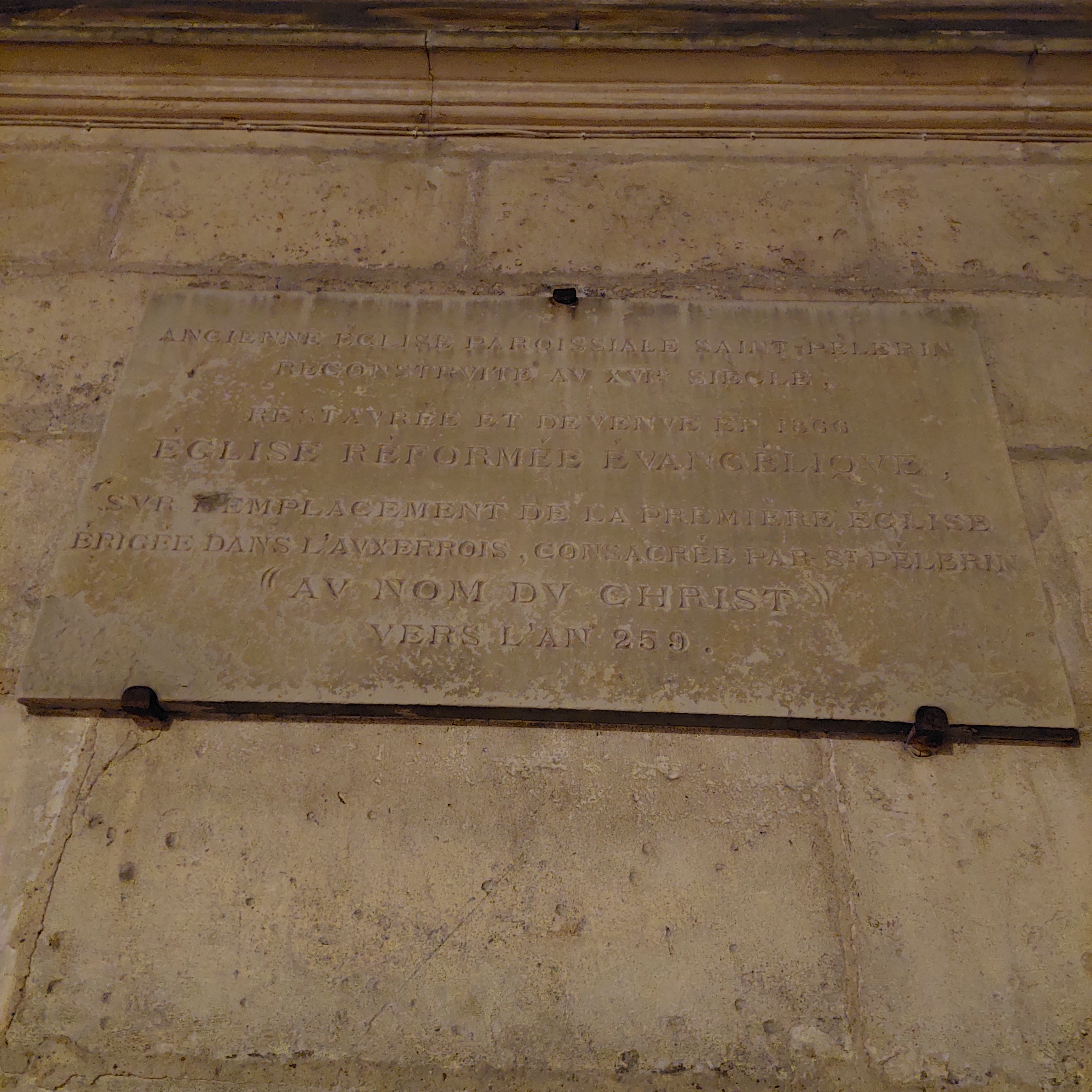
Plaque sur la façade, rue Saint-Pèlerin.

En 1866 l'église devient un temple protestant,. En 1927 et 1928 René Louis fouille alentour du puits Saint-Jovinien et la moitié du sol de la crypte. Sont alors mises au jour les fondations d’un édifice à une nef, avec abside à pans coupés et annexes. Il trouve aussi des inhumations accompagnées de pots à encens ou à eau bénite. René Louis détermine que ces vestiges sont ceux d'une construction du XIIe siècle, reposant sur des fondations plus anciennes car au pied des maçonneries se trouvent des pierres en saillie. R. Louis interprète d’abord ces pierres en saillie comme une construction carolingienne, puis comme les restes de l’église fondée par saint Pèlerin et le puits comme le premier baptistère. Une campagne de fouilles en 2009 et 2010 dirigée par Fabrice Henrion révèle des piliers prismatiques, des murs collatéraux et un contrefort.

## Pèlerinages
Le puits Saint-Jovinien, dont l’eau était réputée guérir des fièvres, amenait deux pèlerinages. L'un se déroulait le 5 mai, jour de la fête de saint Jovinien. L’autre était au 16 mai, jour de la fête de saint Pèlerin ; ce deuxième pèlerinage était marqué par la vente de « la terre de Saint-Pèlerin » prélevée alentour du puits, réputée comme protection contre les morsures de serpents.